# Erarta
Erarta (en russe : Эрарта) est un musée privé de Saint-Pétersbourg, le premier à s'intéresser à l'art contemporain. Sa dénomination peut être comprise comme une contraction des mots ère et art, ère désignant une période.

## Le bâtiment du musée
Le bâtiment de cinq étages dans lequel est situé le musée a été construit en 1951 pour le comité de district. À l'époque soviétique il était occupé par l'institut de recherche scientifique sur le caoutchouc synthétique V. Lebedev. L'entrée du musée est décoré par deux sculptures de Era et Arta due au sculpteur Dmitri Joukov qui les a réalisées sur commande de Erarta. À l'intérieur du musée sont exposées des fresques murales du même auteur (wall-art).

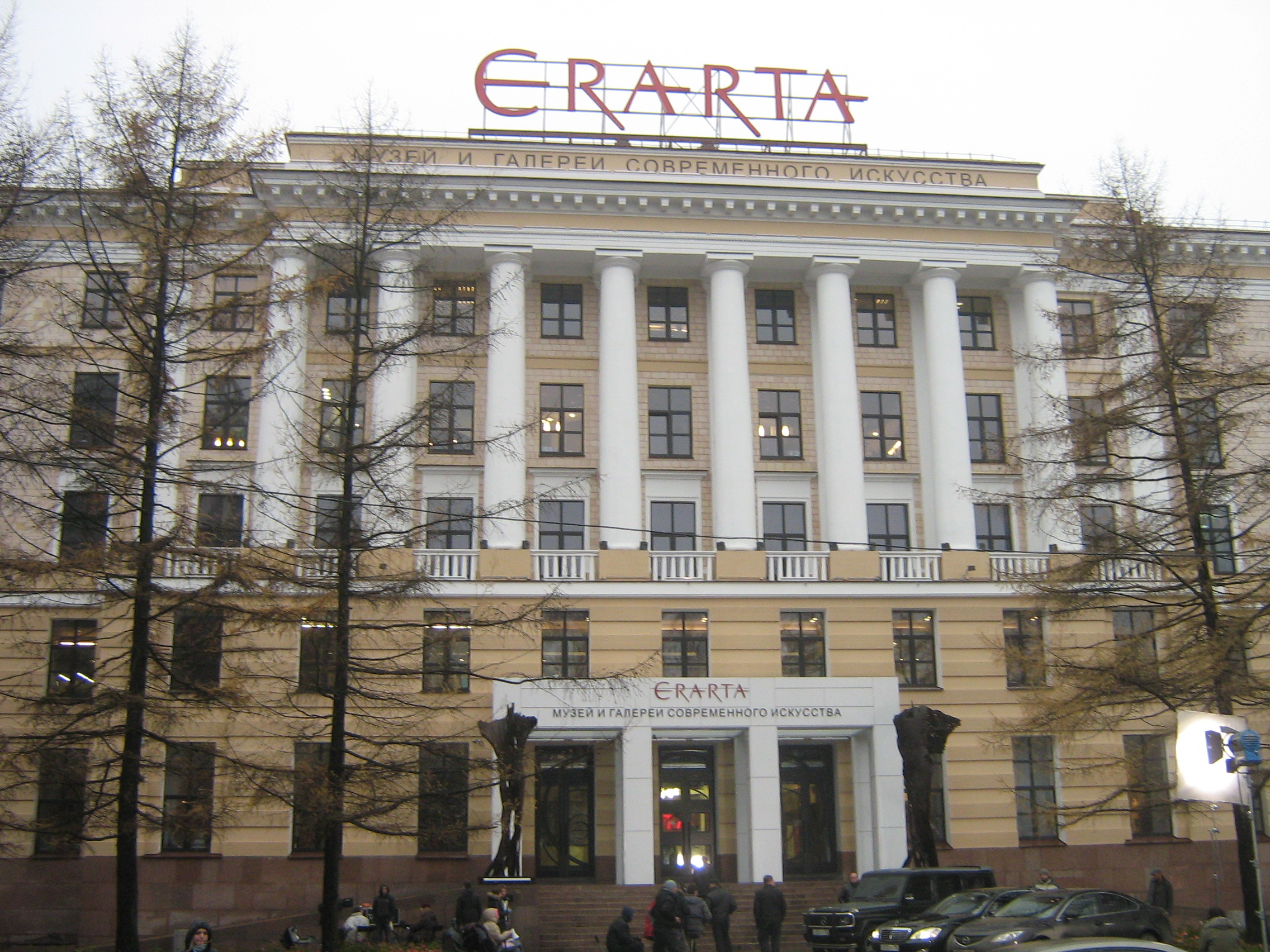
Façade d'Erarta précédée de deux statues de Dmitri Joukov : Era et Arta

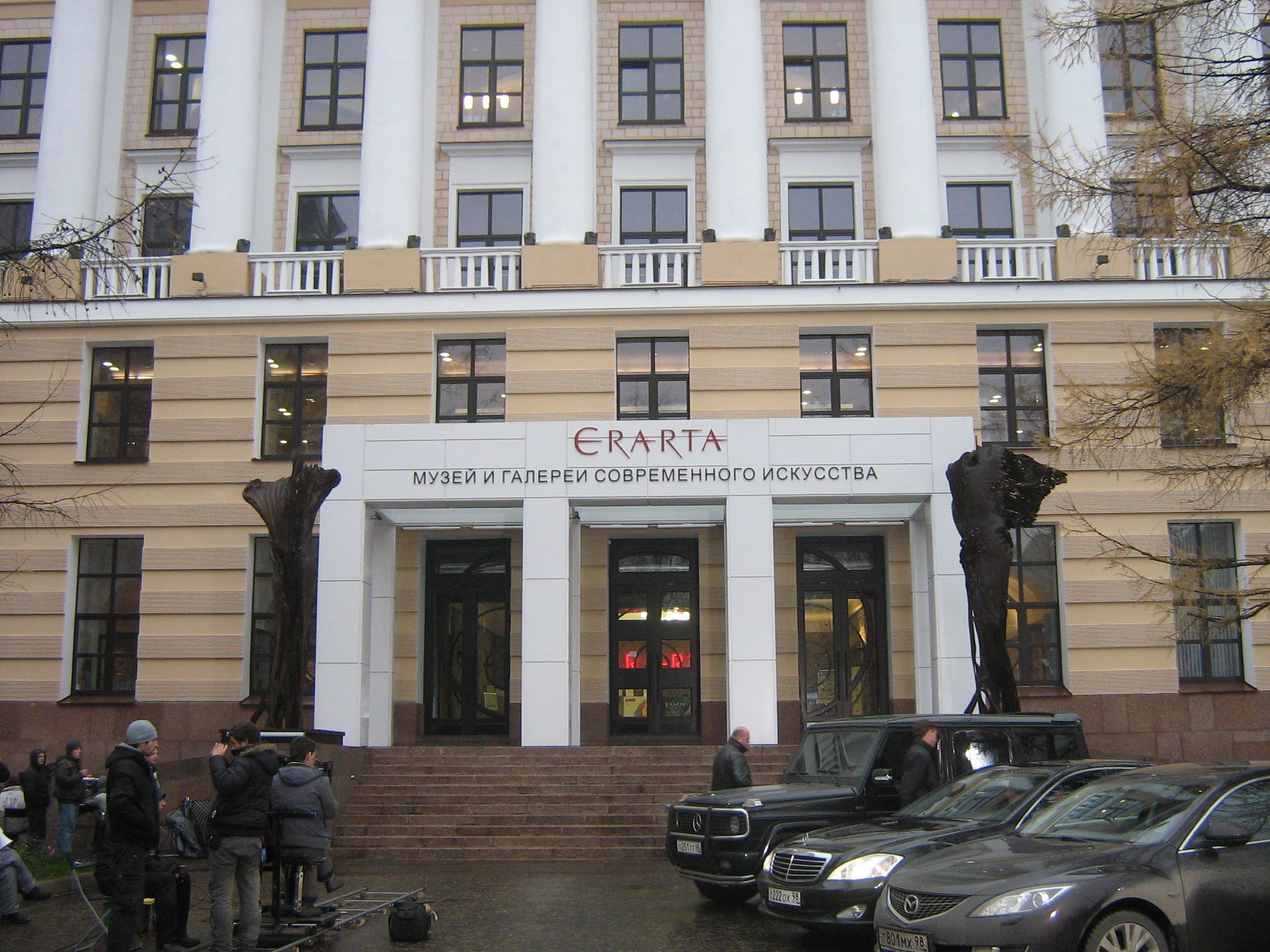
Vue rapprochée

## Les collections du musée
La collection du musée représente plus de 2 800 œuvres d'art contemporain. Parmi les œuvres sont présentées non seulement de la peinture mais des œuvres graphiques, de la sculpture, de la vidéo. La base de la collection d'Erarta se compose d'œuvres d'artistes de Saint-Pétersbourg, mais le musée recherche les talents dans tout le pays en invitant les artistes d'autres régions à coopérer Le musée travaille activement dans le domaine des nouvelles orientations artistiques (science art).
Les artistes dont les œuvres se trouvent dans la collection du musée représentent plusieurs générations et orientations dans l'art russe contemporain : depuis les années 50-60 du XXe siècle jusqu'à nos jours, du réalisme jusqu'à l' abstraction et le primitivisme. Actuellement la liste des artistes dépasse les 270 noms. Parmi les plus connus on peut citer : Dmitri Joukov, Viatcheslav Mikhaïlov, Vladlen Gavriltchik (ru), Yevgeny Ukhnalyov (en).
Les collections du musée sont présentées sur le Google Art Project (depuis le 30 juin 2015).
- Nikolaï Kopeïkine (ru), Patrie (Родина) 2008. Toile. peinture acrylique. 180 x 180 cm[7].
- Rinat Voligamsi (ru), lumière (Свет) 2008. Toile, huile. 70 x 70 cm[8].
- Sergueï Chnourov, Chemise (Рубашка) 2005. Toile, huile. 161 x 182 cm[9].

## Histoire et activités
Le musée accueille ses premiers visiteurs le 20 mai 2010. Durant les quatre premiers mois suivant l'ouverture le musée fonctionne, mais continue à aménager les salles et modifier la présentation dans les salles. L'ouverture officielle a lieu le 30 septembre 2010.
Erarta organise des expositions, des excusions, des spectacles, des concerts et des conférences, publie des catalogues, réalise des projets et programmes éducatifs que le musée conçoit. Plus particulièrement, Erarta organise chaque année le seul festival mondial du court métrage sur la peinture : le Erarta MOTION PICTURES. Le réalisateur russe Alexandre Sokourov est un des membres du jury du premier festival qui depuis 2012 a lieu au mois de mars de chaque année et présente des films d'une durée de 3 à 30 minutes sur des sujets liés à la peinture et aux peintres.
Erarta organise chaque année un festival de synthèse des arts croisés (Cross Art). Le festival est ouvert à tous ceux qui souhaitent y présenter des œuvres. La seule exigence est le mélange dans celle-ci de plusieurs arts différents.
Le bâtiment dans lequel est installé Erarta dispose de plusieurs salles de cinéma. Dans une de celle-ci (au troisième étage) sont présentées des films qui sont des tableaux vivants, qui partent de motifs de toiles. Dans une autre salle ces sont des dessins animés éducatifs sur l'art du Carré noir (2014).

## Reconnaissance
- En 2013, le musée d'art contemporain Erarta a été classé sur la liste des dix meilleurs musées de Russie selon les utilisateurs du site touristique TripAdvisor[13].
- En 2015, Erarta est devenu le premier musée russe d'art contemporain présenté dans le projet international de Google Art Project[14]. Le 30 juin 2015 les œuvres de la collection du musée d'art contemporain Erarta sont devenus accessibles sur la plate-forme internet Google Art Project[15],[16].